# Heliconia (ort)
Heliconia är en ort i Colombia.   Den ligger i departementet Antioquía, i den nordvästra delen av landet, 250 km nordväst om huvudstaden Bogotá. Heliconia ligger 1 717 meter över havet och antalet invånare är 2 403.
Terrängen runt Heliconia är varierad. Runt Heliconia är det mycket tätbefolkat, med 2 811 invånare per kvadratkilometer. Närmaste större samhälle är Medellín, 19,6 km öster om Heliconia. I omgivningarna runt Heliconia växer i huvudsak städsegrön lövskog.